# ایتاپورا
ایتاپورا (به پرتغالی: Itaporã) یک منطقهٔ مسکونی در برزیل است که در ماتوگروسو جنوبی واقع شده‌است. ایتاپورا ۱٬۳۲۲ کیلومتر مربع مساحت و ۲۵٬۱۶۲ نفر جمعیت دارد.